# Église Saint-Étienne de Blomac
Pour les articles homonymes, voir Église Saint-Étienne et Saint-Étienne (homonymie).
L'église Saint-Étienne est une église romane située à Blomac dans le département français de l'Aude en région Occitanie.

## Historique
L'église romane Saint-Étienne de Blomac fut construite aux XIe et XIIe siècles et modifiée au XIIIe siècle.
L'ensemble extérieur a été inscrit au titre des monuments historiques en 1948.

## Architecture extérieure

### Le chevet roman
L'église possède un beau chevet de style roman lombard à abside unique édifié en pierre de teinte brune.
L'abside, couverte d'ardoise, est percée de trois fenêtres à simple ébrasement et présente une décoration de bandes lombardes composées de lésènes et d'arcades groupées par deux. 
L'extrados des arcs des fenêtres est bordé d'un cordon de pierres de même teinte (au contraire de Saint-Martin d'Escales et de Saint-Saturnin de Pouzols-Minervois où les arcs sont soulignés de basalte noir).

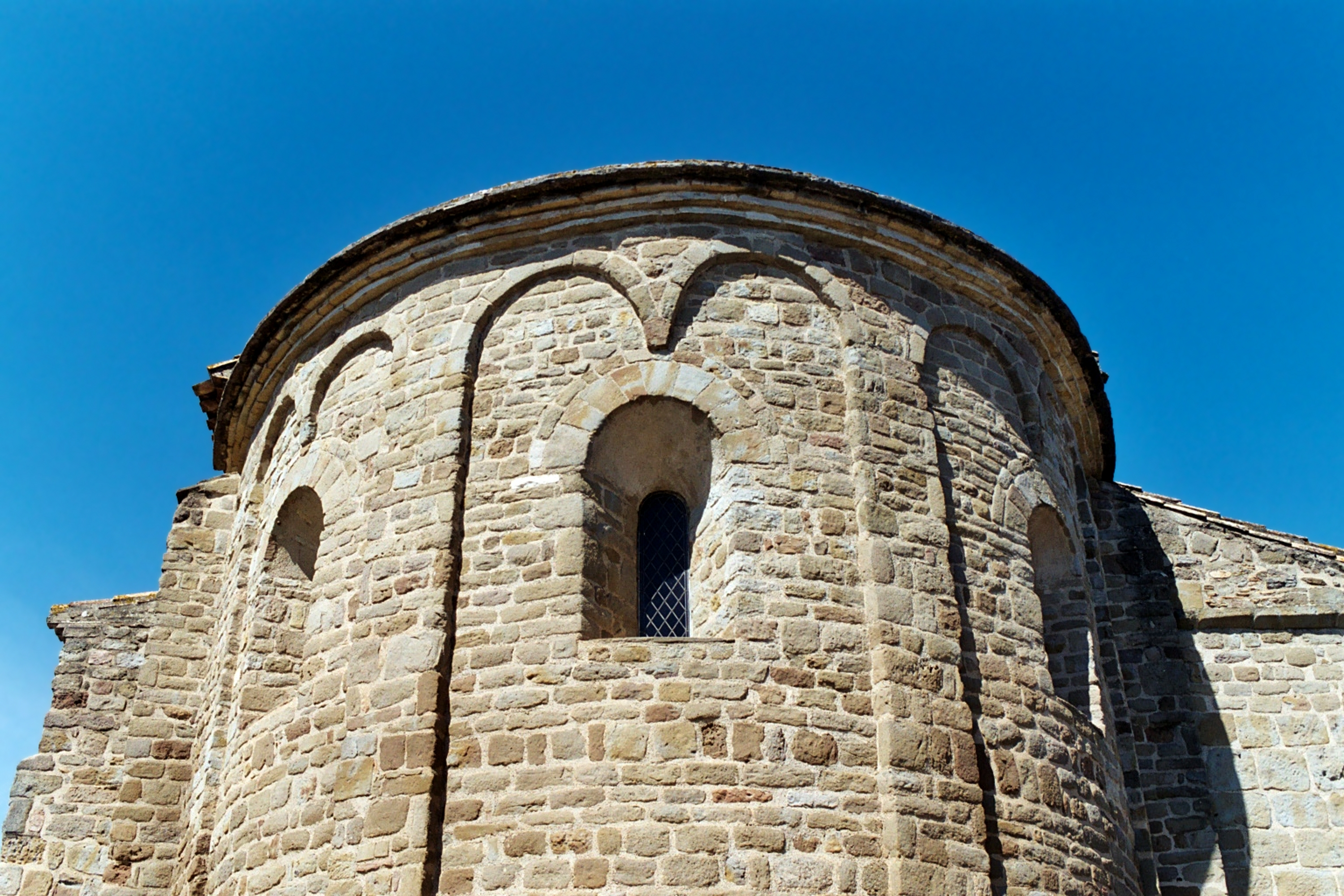
Fenêtres et arcatures du chevet.

### Le clocher
Au contraire des deux églises précitées, l'église de Blomac ne possède pas de clocher carré mais un simple clocher-mur qui surplombe la façade occidentale.

### La façade méridionale
La façade méridionale, soutenue par de hauts contreforts, présente un portail non orné et est surmontée de l'inscription « République Française Liberté Égalité Fraternité ».